# Feria de la Miel (Boal)
La Feria de la Miel es un certamen apícola celebrado en la localidad asturiana de Boal, generalmente el último fin de semana de octubre o primero de noviembre.

## Historia
Su primera edición tuvo lugar en 1986. Originariamente, fue una feria dominada por la exposición y venta de productos apícolas, principalmente miel, teniendo lugar conferencias paralelas de interés para el sector de la apicultura. No obstante, en los últimos años, ante el descenso de expositores relacionados con dicho sector, la feria ha incorporado también una gran presencia de productos artesanos y agroalimentarios. 
Inicialmente, se celebraba en el recinto ferial ubicado en la zona alta de la villa, pero en años recientes ha sido trasladada al recinto del polideportivo municipal, de más fácil acceso, que se encuentra a la salida del pueblo, bajo la carretera comarcal AS-12 en dirección hacia Navia, al lado del Instituto de Enseñanza Secundaria y de la piscina municipal.

## Actividades
Son numerosas las actividades que tienen lugar en la actualidad durante esta feria:

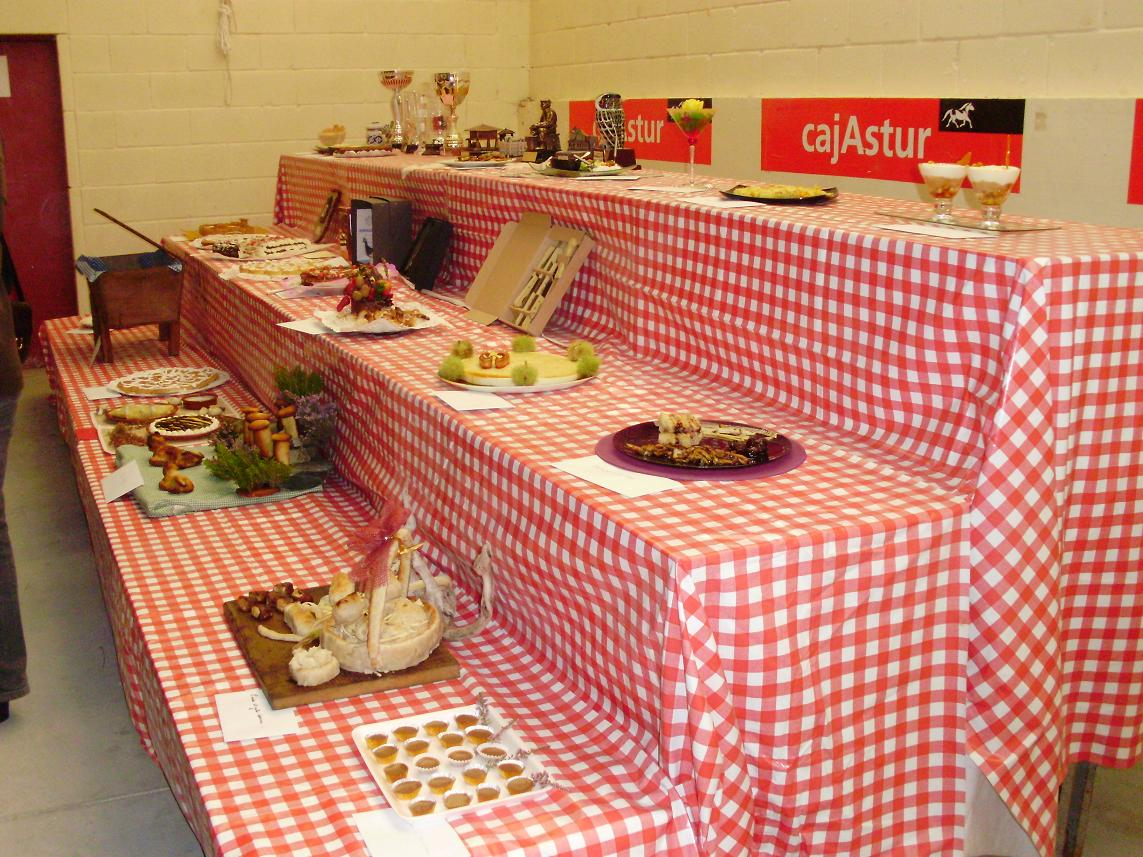
Concurso de platos en la XXII Feria de la Miel (25 y 26 de octubre de 2008).

- Exposición y venta de miel, productos artesanales y agroalimentarios, y otros relacionados, en el interior del recinto polideportivo municipal, lo cual constituye la esencia de la feria.
- Conferencias relacionadas con la temática apícola, usualmente albergadas en la Casa de Cultura municipal (sita junto al ayuntamiento de la localidad).
- Concursos: en todas las ediciones, es habitual organizar un concurso de carteles, para elegir aquel que anunciará la siguiente edición del certamen, así como un concurso de maquetas de temática apícola (dirigido fundamentalmente a escolares), y un concurso de platos elaborados con miel.
- Otras actividades:  asimismo, se celebran un torneo de bolos, en la bolera municipal de Llaviada (en 2008 contaba su duodécima edición), una exhibición de deportes tradicionales asturianos (tiro de cuerda, tiro al palu, corta de troncos, carrera de lecheras, etc.), junto al polideportivo municipal, y actuaciones musicales y teatrales en la carpa instalada en la plaza anexa a la Casa de Cultura del pueblo, entre otras.

## Turismo
Para conocer más sobre la apicultura en el concejo, es posible concertar visitas a la Casa de la Apicultura, sita en la localidad de Los Mazos, poniéndose para ello en contacto con el ayuntamiento de Boal.